# Windows 98
Windows 98 (versie 4.10.1998, codenaam Memphis) is een besturingssysteem van Microsoft voor microcomputers. De basis van Windows 98 is MS-DOS 7.1, dat in die tijd de meest uitgebreide versie van MS-DOS was.
Windows 98 werd ontwikkeld onder de codenaam Memphis, en werd op 25 juni 1998 uitgebracht. Windows 98 is een geactualiseerde, verbeterde en stabielere versie van Windows 95; de grafische gebruikersomgeving lijkt dan ook op die van Windows 95. Windows 98 heeft een geïntegreerde AGP-ondersteuning en functionele USB-stuurprogramma's. Ook bevat het ondersteuning voor het gebruik van meerdere beeldschermen en web-tv. De webbrowser Internet Explorer is vanaf deze versie ook geïntegreerd in de code van Windows, evenals Active Desktop.

## Integratie van Internet Explorer
De integratie van Internet Explorer in Windows 98 was een omstreden zet van Microsoft en aanleiding voor de Amerikaanse justitie een jaren slepende mededingingsrechtszaak te beginnen. Ondanks hardnekkig ontkennen van Microsoft bleek het prima mogelijk Internet Explorer zonder grote gevolgen uit Windows 98 te de-installeren. Dit, gecombineerd met bewijs dat het bedrijf zijn browser inzette om concurrenten weg te drukken, leidde aanvankelijk tot een veroordeling. In hoger beroep werd uiteindelijk een schikking bereikt.

## Second Edition / Tweede Editie
Op 10 juni 1999 werd een verbeterde versie uitgebracht: Windows 98 SE (versie 4.10.2222), waarbij de letters SE staan voor Second Edition (Tweede Editie). Deze versie heeft dezelfde functies als het origineel, er zijn veel fouten verwijderd (bugfixes) en Internet Explorer 4 is vervangen door Internet Explorer 5. Ook Netmeeting 3 is toegevoegd, plus ondersteuning voor dvd-rom. Deze versie werd niet als gratis update verspreid, maar als nieuw product verkocht. Deze versie werd ook uitsluitend op cd-rom verkocht, in plaats van de cd-rom met opstartdiskette of de installatiediskettereeks.

## Einde
Windows 98 SE werd in september 2000 opgevolgd door Windows ME, de laatste op MS-DOS gebaseerde versie van Windows. Nadat Windows ME en Windows 2000 waren uitgebracht werden deze in 2001 samengevoegd tot een geheel nieuw besturingssysteem: Windows XP (intern: Windows NT 5.1). Deze was net zo stabiel en veilig als Windows 2000 en had tevens de multimediamogelijkheden van Windows ME, zoals Windows Movie Maker en Windows Media Player.
Op 1 april 2000 stopte Microsoft met de productie van Windows 98 SE-cd-roms voor computerfabrikanten, waardoor deze het besturingssysteem niet meer op nieuwe pc-systemen konden installeren. In november 2003 kwam Microsoft met een patch-cd; door de grootte en de hoeveelheid beschikbare updates en patches was het updaten van het besturingssysteem via internet bijna onmogelijk. Een maand later werd de distributie beëindigd. In januari 2004 besloot Microsoft te stoppen met de ondersteuning: er zouden geen updates en patches meer uitgebracht worden. Vanwege het nog wereldwijd grote aantal gebruikers van het besturingssysteem werd de deadline opgeschoven naar 30 juni 2006. Op 11 juli 2006 werd de ondersteuning voor Windows 98 / 98 SE en ME definitief stopgezet, gebruikers met problemen werd aangeraden te upgraden naar Windows XP of het latere Windows 7. In februari 2010 was het marktaandeel voor desktopcomputers met Windows 98 / 98 SE nog rond de 0,08 procent.

## USB-opslag
USB-sticks en dergelijke die automatisch leesbaar zijn in Windows XP, werken niet zonder meer in Windows 98. Er zijn aparte drivers voor nodig, en niet alle fabrikanten nemen de moeite die te maken. Er zijn echter enkele universele drivers waarmee toch bijna alle USB-opslagmedia te gebruiken zijn.

## Trivia
- Tijdens de eerste presentatie van Windows 98 aan het grote publiek, die live werd uitgezonden, verscheen het beruchte blue screen of death toen een scanner met de demonstratiecomputer werd verbonden. Het commentaar van Bill Gates: "Daarom hebben we Windows 98 nog niet uitgebracht". Dit wordt door Microsoft-critici, nog steeds vaak aangehaald.
- Sommige versies van Windows 98 crashten als het aantal milliseconden dat sinds het opstarten is verstreken niet meer in een 32-bits getal past. Dit gebeurt na 49 dagen en 17 uur.[1]